# Roland Beyen
Roland Beyen (Nieuwpoort, 13 januari 1935) is een voormalig Belgisch hoogleraar en romanist.

## Levensloop
Beyen stamde uit een familie van vissers. Hij volbracht de oude humaniora aan het Onze-Lieve-Vrouwecollege in Oostende, waar hij vooral de invloed onderging van de priester-leraar Jos. Verhelle, die hem inwijdde in de Franse literatuur.
Hij trad in het Brugse seminarie en werd na het eerste jaar naar de Katholieke Universiteit Leuven gestuurd, om er filosofie te gaan studeren. In Brugge begon hij aan zijn roeping voor het priesterschap te twijfelen en raadde de president van het seminarie hem aan eerder de Romaanse talen te volgen. Hij verliet het seminarie en plaatste zich onder de leiding van professor Joseph Hanse. Hij begon zich voornamelijk te interesseren voor de Franstalige schrijvers van Vlaamse origine. Zijn licentiaatsthesis wijdde hij aan het imago van Vlaanderen in de Belgische Franstalige literatuur.
Hij werd leraar aan middelbare scholen: het Sint-Jozefscollege in Sint-Pieters-Woluwe (1960-1961), de Normaalschool Sint-Thomas (1961-1963) en de Kadettenschool (1963-1964). Na aspirant te zijn geweest bij het Nationaal Fonds voor Wetenschappelijk Onderzoek, werd Beyen vanaf 1 oktober 1965 belast met de cursus 'Franse auteurs' aan de pas opgerichte kandidaturen Romaanse talen van de KU Leuven in Kortrijk.
Voor zijn doctoraatsverhandeling koos hij als onderwerp de werken van de in 1962 overleden Michel de Ghelderode. Zijn leermeester Hanse introduceerde hem bij de weduwe van de schrijver die hem de archieven van Ghelderode gastvrij ter beschikking stelde. Zijn thesis kreeg als titel Tradition et innovation dans le théâtre de Michel de Ghelderode. Het werd een kritische biografie van Ghelderode en analyse van zijn werk.
Op 31 mei 1968 verdedigde hij zijn thesis en werd hem met de grootste onderscheiding het doctoraat toegekend. Daarop werd hij tot docent benoemd aan de Katholieke Universiteit Leuven. In 1970 werd zijn thesis Michel de Ghelderode ou la hantise du masque (Essai de biographie critique) bekroond door de Académie royale de langue et de littérature françaises de Belgique. De eerste twee volumes werden onmiddellijk gepubliceerd, gevolgd door een aanzienlijk uitgebreid derde deel.
Hij bestudeerde in zijn thesis onder meer de bibliotheek van de Ghelderode en stelde vast dat de schrijver met nogal wat fantasie had geschreven over de boeken die hij las en bezat. Zich baseren op informatie gegeven door de Ghelderode zelf bleek nogal riskant, want hij was niet bang voor mystificatie of zelfs mythomanie. De informatie die hij gaf betrof vaak zaken die zich veertig jaar eerder in zijn leven hadden voorgedaan. Het was dan ook een eerder legendarische biografie die hij aan zijn bewonderaars had geserveerd.
Beyen bracht in zijn thesis en in het boek Michel de Ghelderode ou la hantise du masque alles tot zijn juiste proporties terug, in een kritische biografie opgesteld volgens de wetenschappelijke regels: een methodisch onderzoek van de bronnen, meer in het bijzonder van de Entretiens d'Ostende van Ghelderode, een betrouwbare chronologie van het oeuvre, het analyseren van zijn agenda's (die gecensureerd waren door de weduwe) en het bestuderen van de omvangrijke correspondentie.
De biografische waarheid over Ghelderode achterhalen was niet gemakkelijk, want de man leefde bestendig in representatie, verstopt onder verschillende maskers. Hij onderzocht de kronkelige persoonlijkheid aan de hand van de thema's die hij in zijn werken had behandeld: de anderen, de vrouw, de samenleving, Vlaanderen, de religie, de kunst. Onder de maskers ontdekte hij een eenzaam man, met een bestendig gevoel van minderwaardigheid, een hevige antiklerikaal die nochtans leefde, als gevolg van een geërfde traditie en uit temperament, met sentimentele religieuze gevoelens, grenzen aan de bijgelovigheid, een onstandvastig en soms opportunistisch denker, een man hunkerend naar affectie die zijn vrienden verstootte zodra ze hem naar zijn mening onvoldoende vriendschap betuigden, ook al was hun toewijding soms grenzeloos. Objectief presenteerde Beyen een de Ghelderode die interessanter bleek in zijn werkelijke gedaante dan in de hagiografische geschriften die hij had geïnspireerd. Meteen werd ook een onbevooroordeelde en niet-vervalste benadering van het oeuvre mogelijk.
In 1974 werd hij benoemd tot gewoon hoogleraar. Tot aan zijn emeritaat in 2000 doceerde hij:
- Explication d'auteurs français in de eerste kandidatuur,
- Littérature française de Belgique en Explication de textes dramatiques in de licenties.

Ondertussen publiceerde hij veertig jaar lang artikels en notities gewijd aan Franse en Belgische auteurs.
In 1994 werd hij tot lid verkozen van de Académie royale de langue et de littérature françaises de Belgique.
Beyen is de vader van, onder meer, de historicus Marnix Beyen.

## Publicaties
- Les goûts littéraires de Michel de Ghelderode, in: Les Lettres romanes, 1970.
- Michel de Ghelderode ou la hantise du masque, essai de biographie critique, Brussel, Éditions de l'Académie royale de langue et de littérature françaises de Belgique, 1971.
- Ghelderode, essai, Parijs, Éditions Pierre Seghers, 1974.
- Michel de Ghelderode ou la Comédie des apparences, catalogus, Parijs-Brussel, Centre Pompidou-Bibliothèque Royale, 1980.
- Bibliographie de Michel de Ghelderode, Brussel, Éditions de l'Académie royale de langue et de littérature françaises de Belgique, 1987.
- Correspondance de Michel de Ghelderode, édition établie, présentée et annotée par Roland Beyen, Brussel, Collection Archives du Futur, 1991-2012, Tome I à X et Index illustré.
- L'édition de la correspondance de Ghelderode. Problèmes de sélection, de transcription et d'annotation, Communication à la séance mensuelle du 9 décembre 1995.
- Michel de Ghelderode et l'Académie, communication à la séance mensuelle du 4 avril 1998.
- Ionesco ou le sens de la contradiction, essai, Tournai, La Renaissance du Livre, 2001.
- De la ghelderodite parisienne à la ghelderodite bruxelloise, communication à la séance mensuelle du 13 mars 2004.
- De La Balade du Grand Macabre de Ghelderode à l'opéra Le Grand Macabre de Ligeti, communication à la séance mensuelle du 14 mars 2009.
- Dans les coulisses de la correspondace de Ghelderode, communication à la séance mensuelle du 14 avril 2012.

## Prijzen
- Prijs Scriptores Catholici 1972 voor Michel de Ghelderode ou la hantise du masque
- Prijs Léopold Rosy 1977 voor Ghelderode
- Prijs Albert Counson 2001 voor Correspondance de Michel de Ghelderode (tomes 4, 5 et 6)
- Driejaarlijkse Prijs Michel de Ghelderode 2008 voor Correspondance de Michel de Ghelderode (tome 8)